# Shamseddin Seyed-Abbassi
Pour les articles homonymes, voir Abbassi (homonymie).
Shamseddin Seyed-Abbassi, né le 5 février 1943 à Téhéran et mort le 16 mars 2004 à Téhéran, est un lutteur iranien spécialiste de la lutte libre.

## Carrière
Shamseddin Seyed-Abbassi participe aux Jeux olympiques d'été de 1968 à Mexico et remporte la médaille de bronze dans la catégorie de poids plumes.